# 土姓
土姓，是中國的一個罕見姓氏。其並未收錄在《百家姓》中，今日成都、上海等地、有較多的土姓人士居住，

## 姓氏來源
- 帝鴻之妻出於土敬氏，後稱土氏
- 句龍曾為后土之官，後人稱土氏
- 士姓、杜姓避禍而改姓。
- 漢代杜伯山的後裔，唐朝時命其後人為木姓與土姓
- 蒙古族、回族等有土姓。

## 延伸阅读
[在维基数据编辑]
 《欽定古今圖書集成·明倫彙編·氏族典·土姓部》，出自陈梦雷《古今圖書集成》